# 奧絲·休特·雅各布森
奧絲·休特·雅各布森（Aase Schiøtt Jacobsen，1925年—2005年），是丹麥羽球運動員。
奧絲·休特·雅各布森在1949年及1951年兩度贏得全英羽球錦標賽女子單打冠軍。1952年，她與托妮·阿姆一起贏得全英女子雙打冠軍。她還代表丹麥參加了1957年的優霸盃，並贏得了三次丹麥全國錦標賽冠軍。